# سیارک ۱۵۳۷۴
سیارک ۱۵۳۷۴ (به انگلیسی: 15374 Teta، نامگذاری:1997BG) پانزده هزار و سیصد و هفتاد و چهارمین سیارک کشف شده‌است که در ۱۶ ژانویه ۱۹۹۷ کشف شد.
قدر مطلق سیارک برابر ۱۴٫۳۰ است.